# Purfleet Chalk Pits
Die Purfleet Chalk Pits sind ein 10,7 Hektar großes geologisches Naturschutzgebiet (Site of Special Scientific Interest) in den ehemaligen Kreidegruben von Purfleet, Essex. Das Schutzgebiet dient im Rahmen des Geological Conservation Review in besonderer Weise dem Verständnis der Geologie Großbritanniens.

## Geschichte
Die Kreidegruben legten Sande und Kiese frei, die mit dem alten Flusslauf der Themse in Verbindung gebracht werden. Sie haben vielfältige Tier-, Mollusken- und Pflanzenreste hervorgebracht, die Licht auf die Umwelt- und Flussbedingungen zu der Zeit werfen, als sie abgelagert wurden. Die Stätte ist über 280.000 Jahre alt und wurde abgelagert, als dieser Abschnitt der Themse westwärts floss. Es gibt auch gebrochene Feuersteine in mehreren Schichten, die eine Besiedlung durch frühe Menschen in mehreren verschiedenen Perioden zeigen. Das Gestein gehört zur Sauerstoff-Isotopenstufe MIS 9 vor etwa 335.000 und 280.000 Jahren und wird oft informell als Purfleet-Interglazial bezeichnet. Die als Fossilien gefundenen Säugetiere gaben der Purfleet Mammalian Assemblage Zone ihren Namen.
Das Gelände besteht aus den aufgelassenen Steinbrüchen Greenlands Quarry, Bluelands Quarry, Botany Pit und Esso Pit. Der größte Teil wurde zugeschüttet und ist von einer Wohnsiedlung bedeckt. Ein Abschnitt der Greenlands Quarry wurde zu Forschungszwecken eingezäunt und ist für die Öffentlichkeit unzugänglich.

## Purfleet Chalk Quarry Tramway

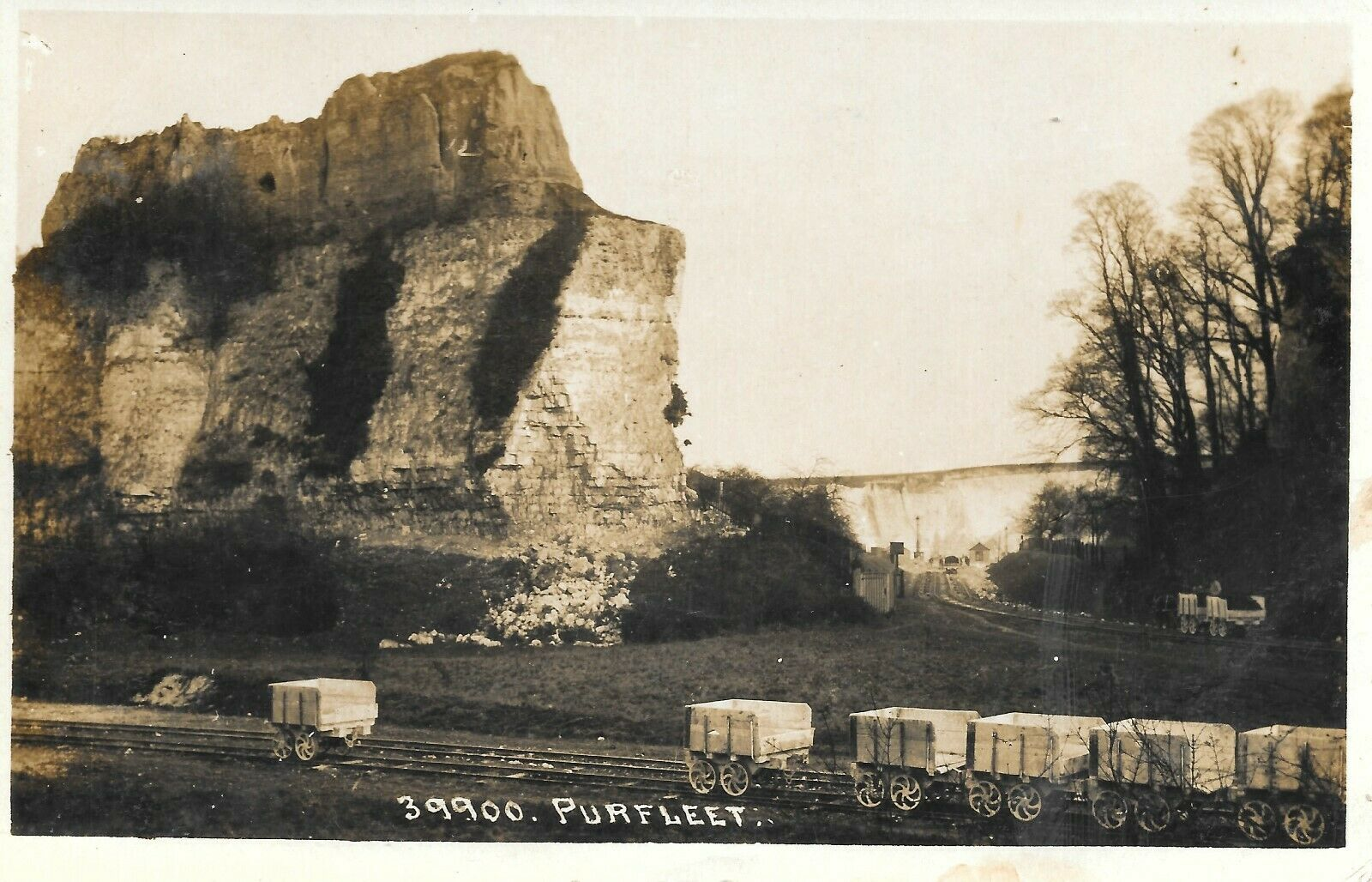
Purfleet Chalk Quarry Tramway

Die Purfleet Chalk Quarry Tramway war eine anfangs mit Pferden betriebene Feldbahn mit einer Spurweite von 1067 mm (3 Fuß und 6 Zoll), die um 1807 vom Besitzer W.H. Whitbread verlegt wurde. Sie wurde 1863 stillgelegt, aber später von Gibbs & Co. wieder betrieben.
1902 wurde die dänische Firma Purfleet Chalk Quarries Ltd. (PCQ Ltd., Anteilseigner: Familie Trenchmann) gegründet, um die Pacht von einem Samuel Whitbread zu übernehmen. Sie setzte zwei 10 PS starke Zweizylinder-Benzollokomotiven deutscher Herkunft und 100 Kipploren auf einem etwa 3,2 km langen Gleis ein. Die Kreide ging an die Trenchmann Weeks Works, Halling, Kent.
Die Feldbahngleise und Schienenfahrzeuge wurden am 28. Mai 1920 versteigert. Die Firma PCQ Ltd. ging am 1. Juni 1920 in freiwillige Liquidation. Es wird vermutet, dass der Händler J. F. Wake aus Darlington die Feldbahnausrüstung gekauft hat, da er später am 16. Juli 1920 zwei Loks mit der gleichen Beschreibung zum Verkauf anbot.